# Kellersee
De Kellersee is een meer in de Holsteinische Schweiz in de Duitse deelstaat Sleeswijk-Holstein.
Dit meer ligt ten oosten van Malente in de loop van de Schwentine, is 560 hectare groot, en tot 27 meter diep. Het oppervlak ligt 24 meter boven de zeespiegel.
Het is ontstaan aan het einde van de ijstijden.
Aan de zuidoever ligt het dorpje Fissau, deel van de gemeente Eutin.